# Pułtusk

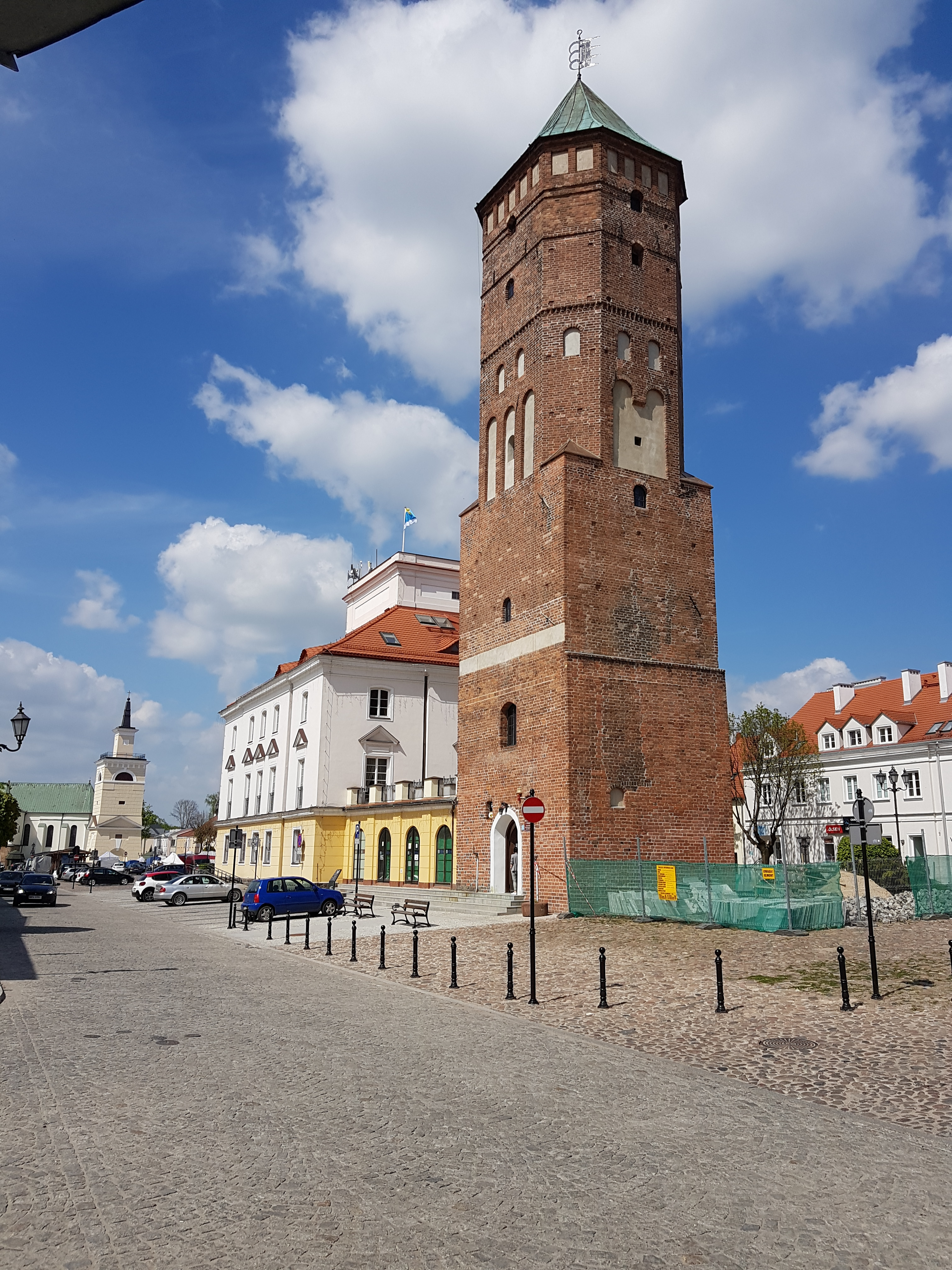
Średniowieczna wieża ratuszowa w Pułtusku

Pułtusk – miasto w Polsce, w województwie mazowieckim, w powiecie pułtuskim (siedziba starostwa), siedziba władz gminy miejsko-wiejskiej Pułtusk. Położone w północnej części Mazowsza, na skraju Puszczy Białej nad Narwią, w mezoregionie Dolina Dolnej Narwi.
Położony w ziemi zakroczymskiej, prawa miejskie uzyskał w 1257, potwierdzone w 1405, 1533, 1557 i w 1597. Miasto biskupstwa płockiego w drugiej połowie XVI wieku. Siedziba powiatu od 1807, z przerwą w latach 1975–1998. Do 1954 siedziba wiejskiej gminy Kleszewo. W latach 1975–1998 w województwie ciechanowskim.
Według danych GUS z 1 stycznia 2024 r. miasto liczyło 19 064 mieszkańców, będąc 27. najludniejszym miastem w województwie.

## Historia

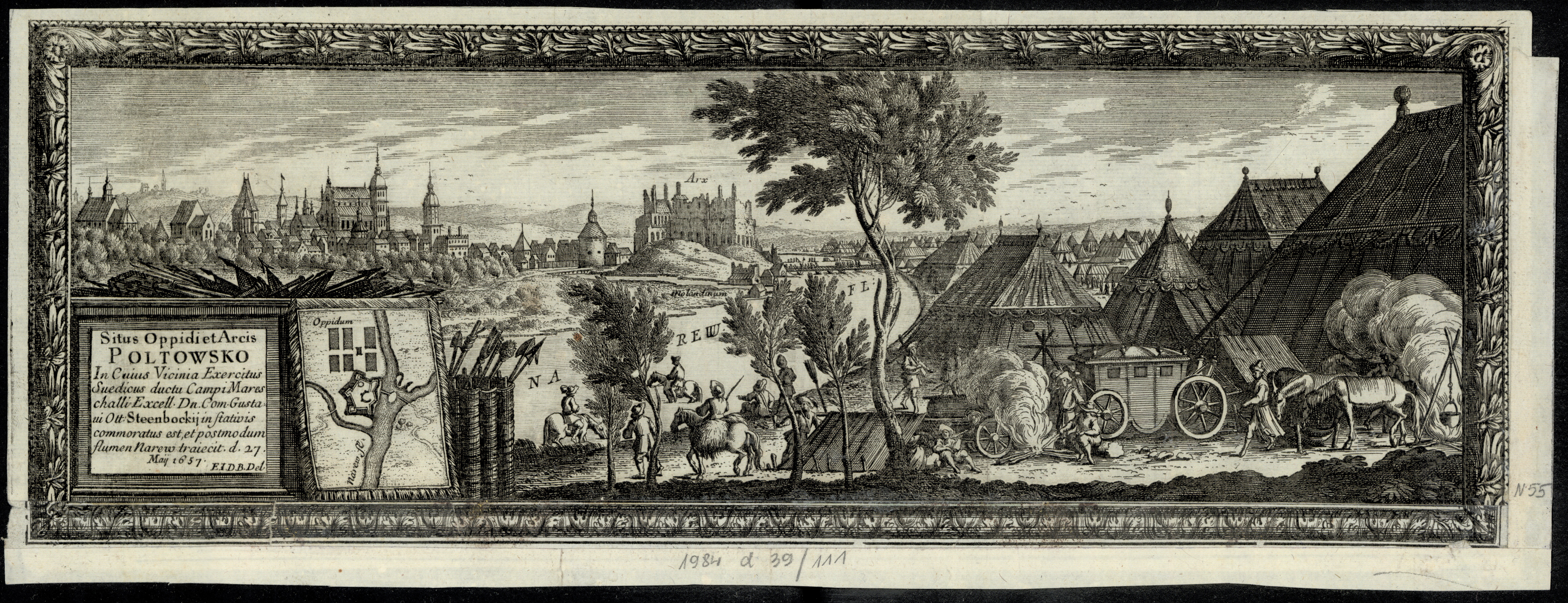
Pułtusk w 1657 (ryc. Erika Dahlbergha, 1696)

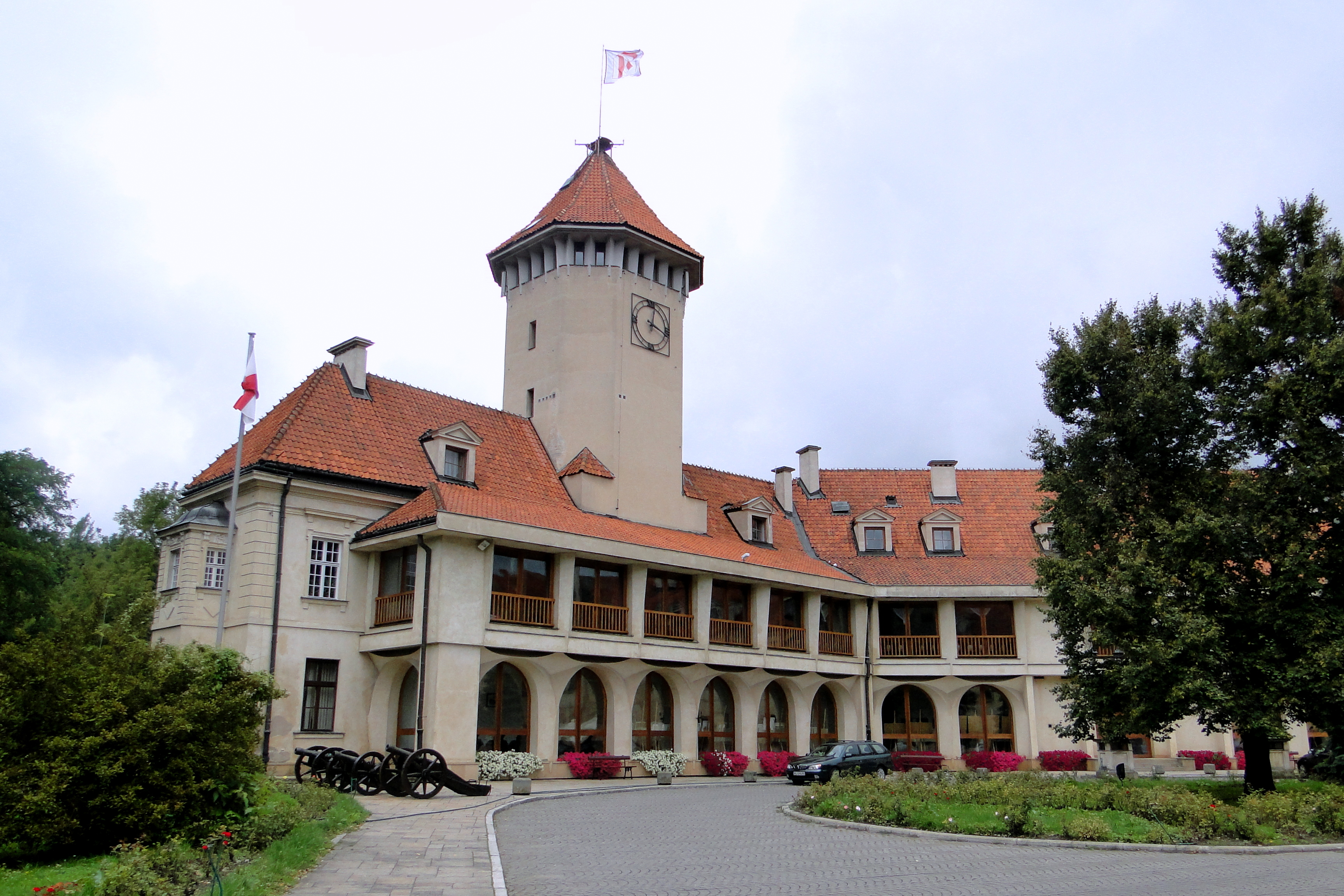
Zamek biskupi

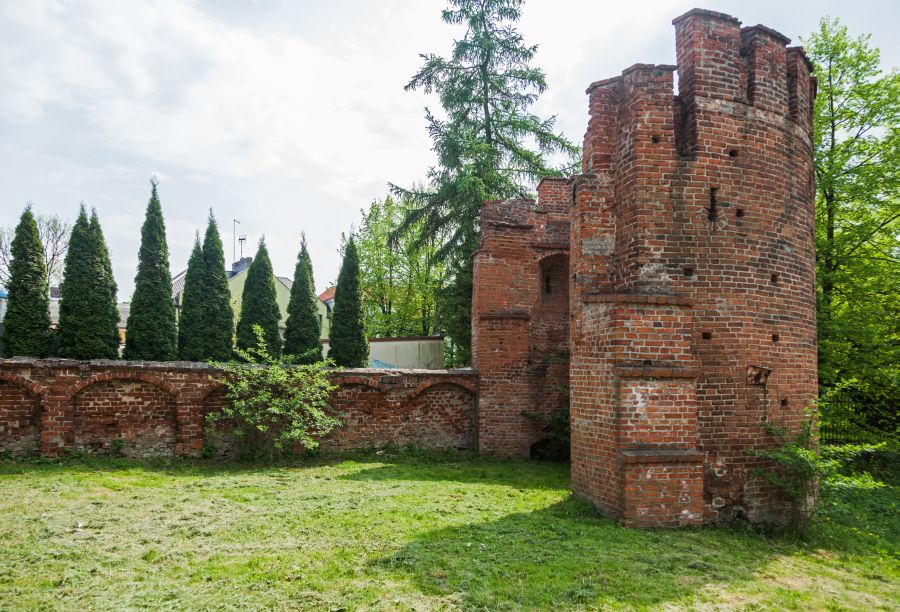
Baszta przy kościele jezuickim

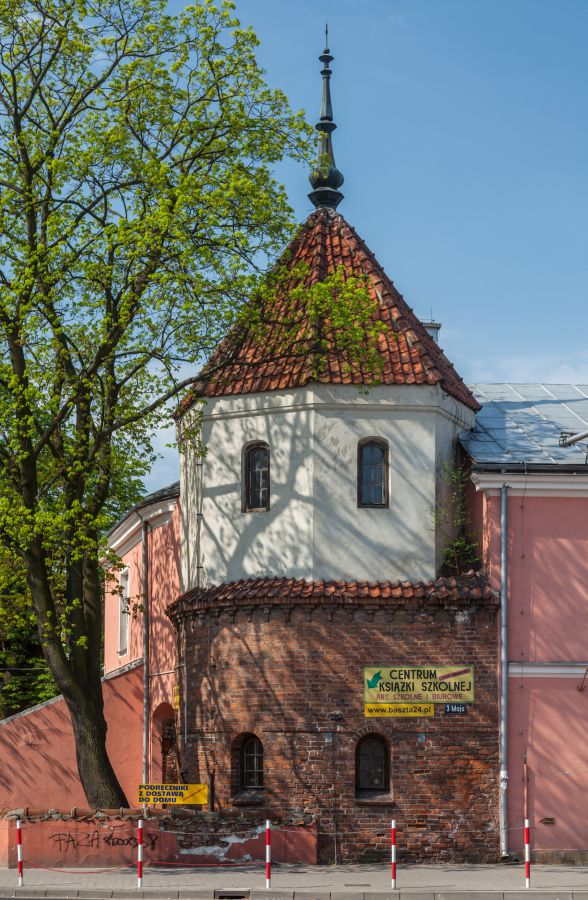
Baszta przy szpitalu

Początki osadnictwa w miejscu obecnego miasta datowane są na VII-VIII w. Na początku X wieku były tu gród obronny i kasztelania, od przełomu XI i XII w. przez osiem wieków stanowił własność i ośrodek administracyjny ogromnych dóbr biskupów płockich. Zajmował obszar dzisiejszego zamku, w pierwszej połowie XIII wieku zbudowany został gród obronny, który zastąpił istniejącą wcześniej nieobronną osadę. Gród z trzema ulicami był zabudowany kilkuset chatami, które chronił wał drewniano-ziemny. Dwukrotnie ulegał zniszczeniu na przełomie XIII/XIV wieku i w 1368 roku w wyniku najazdu Kiejstuta. W 1337 pod Pułtuskiem rycerstwo mazowieckie pokonało wojska litewskie. Według przekazów na wzgórzu, które obecnie nosi nazwę św. Krzyża, stała niegdyś słowiańska świątynia.
Prawa miejskie nadawano osadzie dwa razy: I lokacja została dokonana w 1257 roku przez Siemowita I, II lokacja (na prawie chełmińskim) w 1339 przez biskupa płockiego Klemensa Pierzchałę, potwierdzone w 1380 i 1405 roku. W okresie XIII–XVIII wieku Pułtusk był własnością biskupów płockich, którzy rezydowali na pułtuskim zamku.
Pułtusk był trzecim, po Warszawie i Płocku, miastem na Mazowszu z murowanymi fortyfikacjami, tylko w XIV wieku był trzy razy atakowany przez Litwinów. W 1324, 1337 i 1368 roku miał miejsce najazd litewski na Pułtusk. Rozwój Pułtuska miał miejsce w XIV/XVI wieku, co było związane głównie z handlem zbożem, produktami leśnymi, spławianiem towarów do Gdańska. W kolejnych wiekach miasto podupadło w wyniku pożarów, powodzi i zniszczeń w wojnach szwedzkich.
W poł. XV wieku w mieście wybudowano kolegiatę, w XVI wieku: trzy kościoły, szpital, łaźnię miejską, apteki i przytułki dla ubogich oraz w 1566 jezuickie kolegium, będące jedną z największych ówczesnych szkół w I Rzeczypospolitej. W 1590 na pułtuskim zamku gościł król Zygmunt III Waza.
Podczas wielkiej wojny północnej król Szwecji Karol XII stoczył 11 maja 1703 pod Pułtuskiem kawaleryjską bitwę, w której rozbił dwukrotnie silniejszy korpus saski.
W 1806 r. rozegrała się bitwa pod Pułtuskiem pomiędzy wojskami cesarza Napoleona a Imperium Rosyjskim, co zostało upamiętnione na Łuku Triumfalnym w Paryżu. Napoleon Bonaparte przebywał w Pułtusku dwukrotnie w 1806 i 1812 r.
30 stycznia 1868 ludność miasta i okolic była świadkiem niecodziennego zjawiska przyrodniczego – upadku meteorytu, zwanego później „pułtuskim”. Jego największe okazy, o masie ok. 8–9 kg znajdują się w londyńskim British Museum i Muzeum Ziemi PAN w Warszawie. Siedem lat później mieszkańców Pułtuska dotknęła wielka klęska – pożar, który strawił większość zabudowy miejskiej. Spłonęły cenne pułtuskie księgozbiory. Pożar opisał w prasie warszawskiej Henryk Sienkiewicz, który przybył na miejsce tragedii. To wydarzenie posłużyło pisarzowi do opisu pożaru Rzymu w powieści Quo vadis.
Podczas I wojny światowej część zabudowy została zniszczona.
W 1918 i 1919 r. działały w mieście rady robotniczo-folwarczne. 12 stycznia 1919 r. w mieście doszło do rozruchów gdy kierownik syndykatu rolniczego strzelił do kobiet zgromadzonych przez syndykatem i domagających się zaprzestania wywożenia żywności z głodującego miasta. Wojsko z Komendy Placu w Pułtusku otworzyło ogień do demonstrantów. Zabito jedną osobę i pięć raniono. W związku z utrzymującymi się w mieście rozruchami głodowymi wojsko wprowadził stan wyjątkowy. Kolejny raz ostrzelano demonstrantów.
W latach II Rzeczypospolitej Pułtusk był miastem garnizonowym, stacjonował w nim 13 Pułk Piechoty. W 1939 r. miasto liczyło 17 tysięcy mieszkańców.
W czasie II wojny światowej Pułtusk został zniszczony w ok. 85%. Najwięcej zniszczeń powstało na przełomie 1944 i 1945 r., podczas ciężkich walk Armii Czerwonej z Niemcami o uchwycenie przyczółków na Narwi.
W latach 1946–1951 w okolicach Pułtuska w ramach podziemia niepodległościowego działał oddział Jana Kmiołka „Wira”. 25 listopada 1946 roku rozbił on więzienie Powiatowego Urzędu Bezpieczeństwa Publicznego w Pułtusku.
W 1950 r. uruchomiono Nasielską Kolej Dojazdową, która połączyła Pułtusk z normalnotorową linią kolejową ze stacją w Nasielsku.
W 1975 r. powstała Stacja Naukowa Mazowieckiego Ośrodka Badań Naukowych. Na początku kwietnia 1979 doszło do szybkiego wzrostu poziomu wody w Narwi (od 3 do 9 IV stan rzeki w Pułtusku wynosił między 500 a 517 cm, przy poziomie alarmowym 400 cm), co wynikło przede wszystkim z gwałtownego topnienia w dorzeczu rzeki wielkich mas śniegu, powstałych podczas zimy stulecia 1978/1979. W efekcie tego, wał przeciwpowodziowy w mieście, mimo prowadzenia intensywnych prac wzmacniających, pękł 5 kwietnia późnym popołudniem i powódź zalała Stare Miasto i rejony przyległe, łącznie ponad 200 ha i przeszło 600 domów. Woda na rynku sięgała od 1,6 do 2 m głębokości. W 1985 r. miasto zostało odznaczone Krzyżem Komandorskim Orderu Odrodzenia Polski.

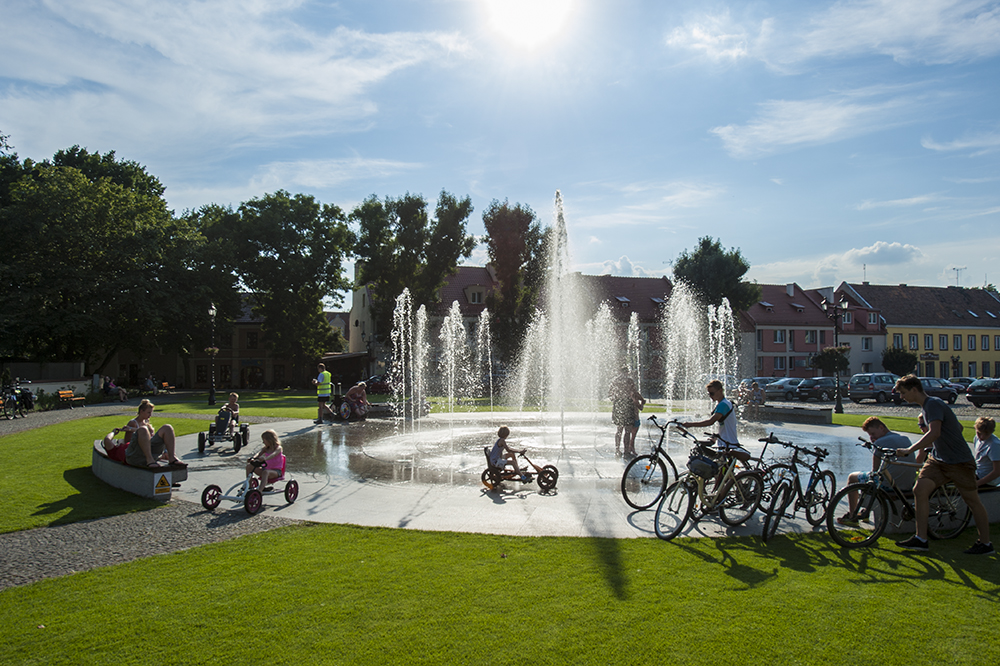
Skwer z fontanną na wschodnim krańcu rynku w Pułtusku

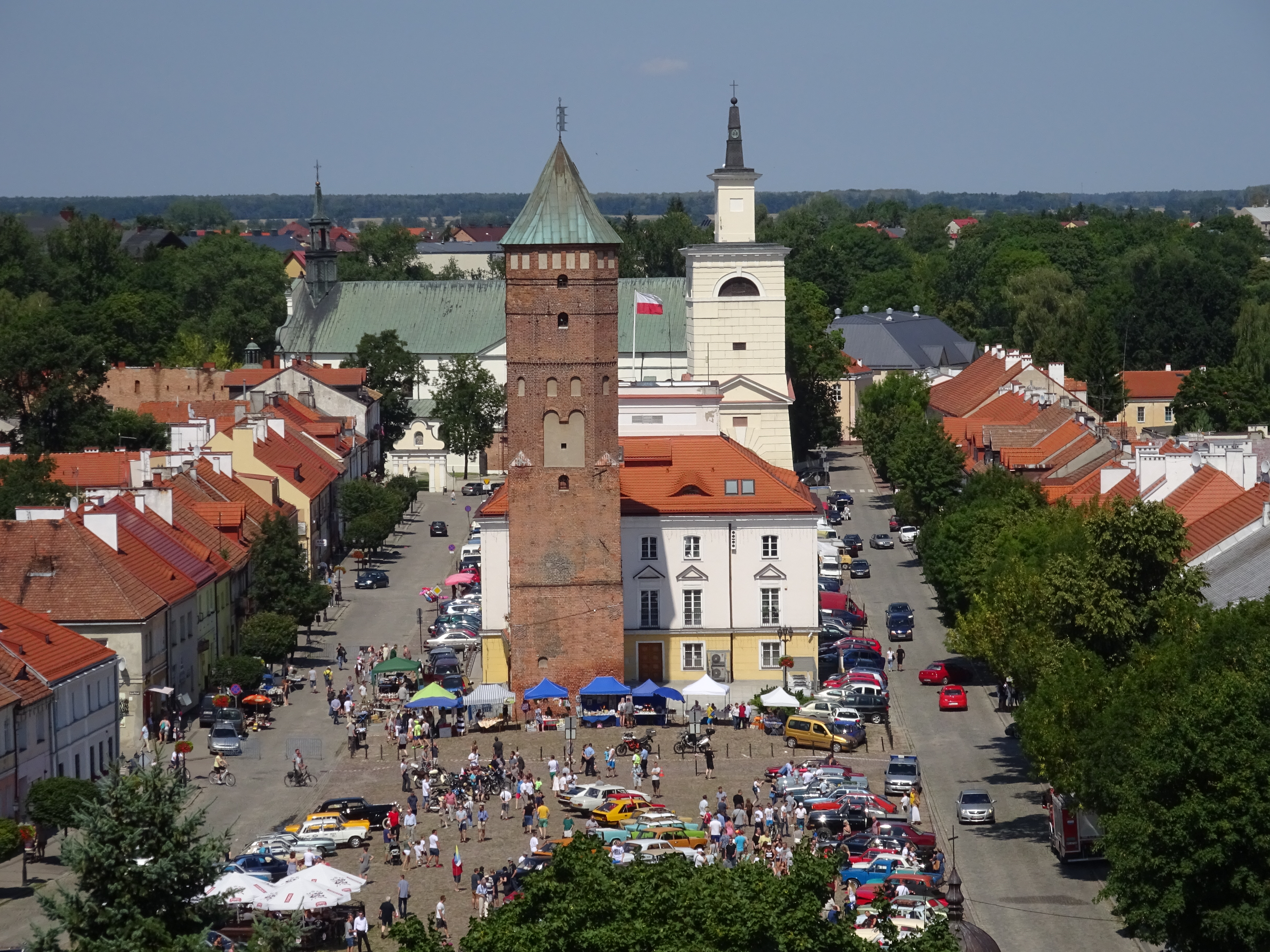
Rynek w Pułtusku widziany z wieży zamku

Miasto szczyci się najdłuższym w Europie (380 m) brukowanym rynkiem.

## Demografia

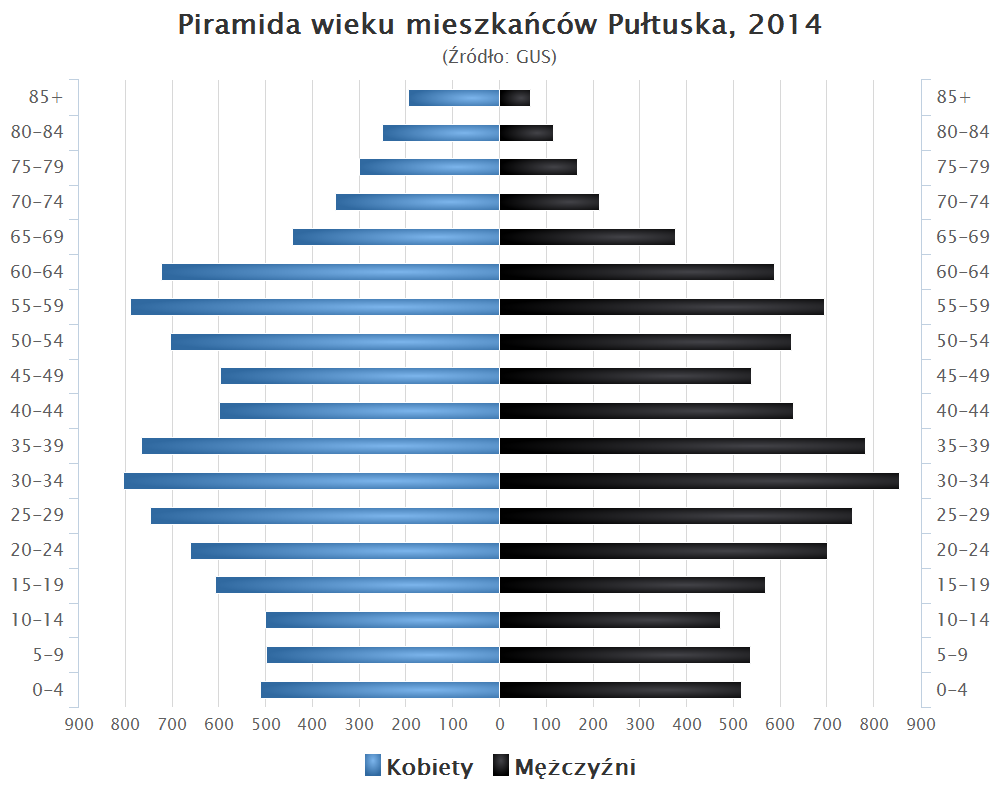
Piramida wieku mieszkańców Pułtuska w 2014

## Zabytki

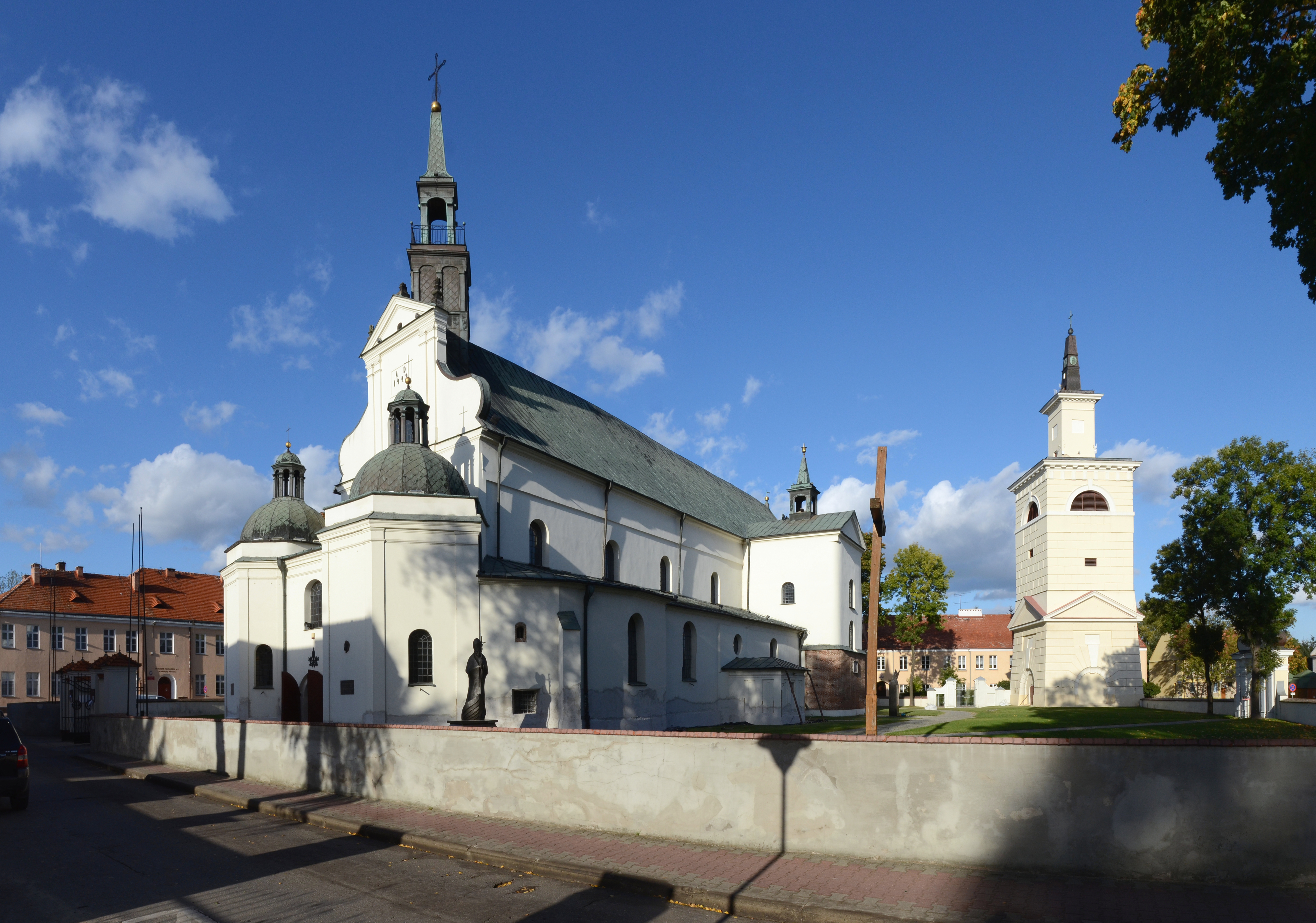
Bazylika kolegiacka Zwiastowania NMP

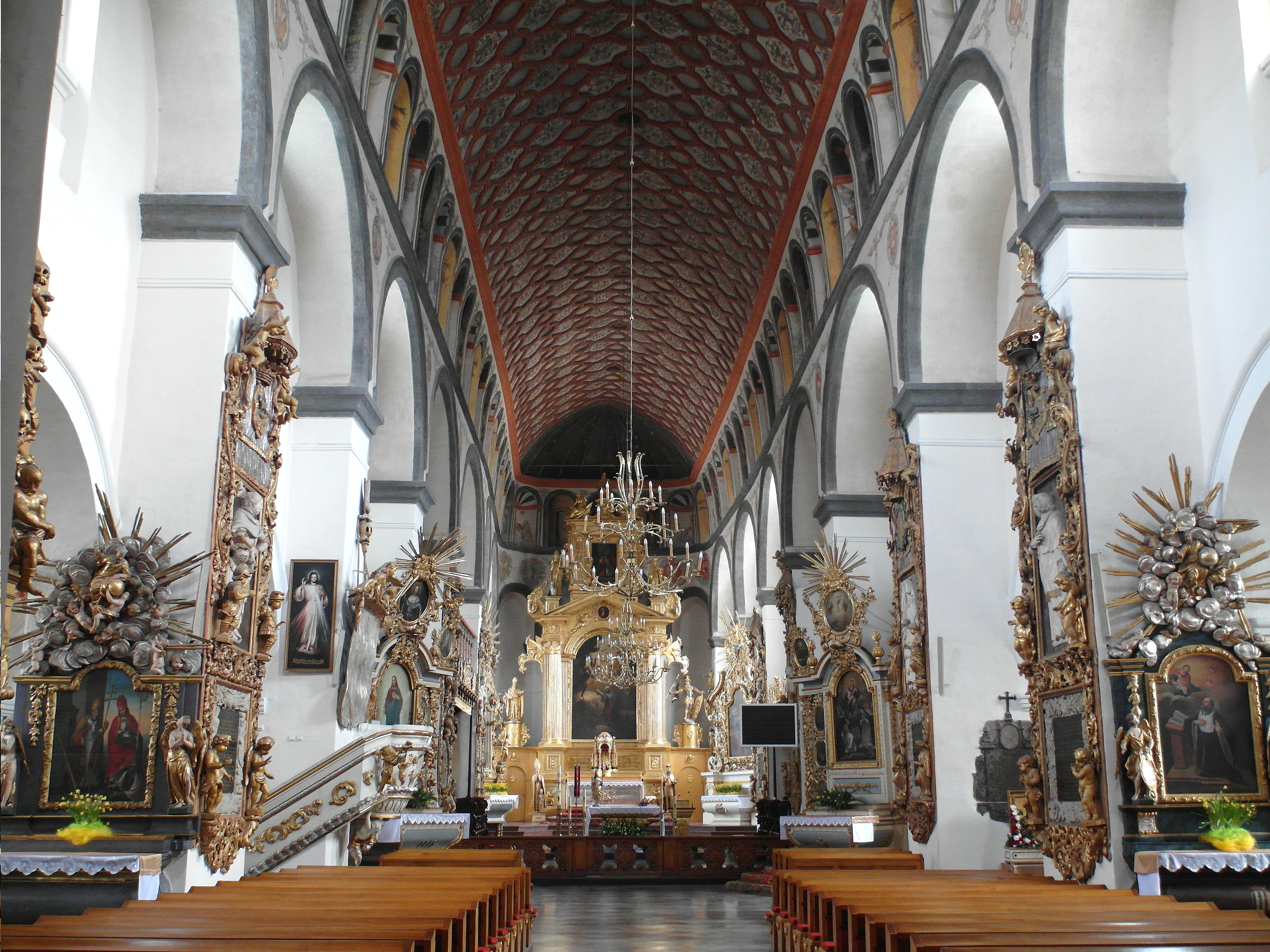
Wnętrze kolegiaty

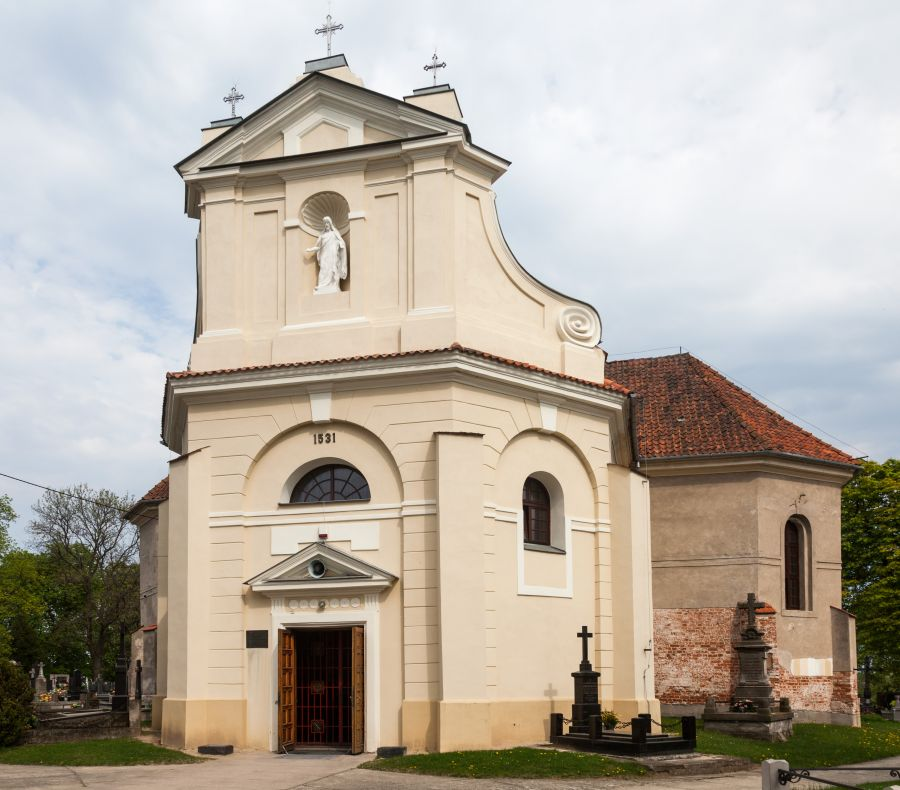
Kościół św. Krzyża

- Gotycka Bazylika kolegiacka Zwiastowania NMP z XV wieku, z renesansową przebudową z XVI wieku (kolebkowe sklepienie wykonane w latach 1554–1561). W 1975 r. papież Paweł VI nadał kolegiacie tytuł bazyliki mniejszej. W pobliżu kolegiaty plebania z XVI w., przebudowana w XIX oraz dawne seminarium duchowne z XVIII w., obecnie liceum.
- Zamek biskupi usytuowany na brzegu Narwi z XIV/XVI wieku, obecnie Dom Polonii. Właścicielem Domu Polonii jest Stowarzyszenie „Wspólnota Polska”. W murach zamku przebywali m.in.: król Zygmunt III Waza, król szwedzki Karol XII, carowie rosyjscy Aleksander I i Aleksander II.
- Kaplica pw. św. Marii Magdaleny przy rynku. Pierwotnie odgrywała rolę kościoła parafialnego do czasu zbudowania kolegiaty. W 1944 r. została całkowicie zniszczona, zrekonstruowana w latach 1946–1951.
- Ratusz z wieżą ratuszową z XVI w. (obecnie Muzeum Regionalne), gotycko-renesansowa.
- Kościół pojezuicki pw. śś. Piotra i Pawła, barokowy z 1718 r. (w miejscu wcześniejszego z 1570 r.), odbudowany po pożarze z 1875 r. i po 1945 r. bez odbudowy wież. W ołtarzu głównym obraz Wojciecha Gersona.
- Kościół św. Krzyża z XVI w., późnogotycki z elementami barokowo-klasycznymi. Wokół świątyni rozciąga się najstarszy pułtuski cmentarz katolicki, z grobowcami z XIX w.
- Kościół św. Józefa z XVII w., poreformacki. Do budynku przylegają budynki dawnego klasztoru Reformatów, w których w okresie zaborów znajdowało się więzienie.
- Pozostałości murów miejskich, wznoszonych w latach 1508–1533 z inicjatywy biskupa płockiego Erazma Ciołka. Rozebrane w większości w XIX wieku. Zachowała się cylindryczna baszta przy kościele św. Piotra i św. Pawła.
- Szpital ufundowany w 1536 r., powiększony w końcu XVI w., przebudowywany w latach 1785–1786 i 1876 r.
- Klasycystyczne domy przy Rynku z pocz. XIX w.
- Dawny kościół NMP wybudowany w XV/XVI wieku; obecnie archiwum. Jest to kolejna świątynia na tym miejscu – najstarsza została zbudowana w XII wieku.
- Piwnice magazynowe we Wzgórzu Abrahama (między ul. 3 Maja a ul. Baltazara) nr zabytku A – 310[14]. Piwnice te zbudowało kolegium Jezuitów w Pułtusku jako pomieszczenia gospodarcze do przechowywania produktów spożywczych potrzebnych kolegium[15]. Kompleks korytarzy i sal podziemnych wydrążono w lessie budującym wzgórze[16]. Dwa korytarze obmurowane cegłą z niszami zaczęto budować w 1573 r. Zachowały się fragmenty ceglanej posadzki. Jeden z nich ma 14,5 m długości, 1,9 m wysokości i 1,5 m szerokości, drugi zaś ma tę samą szerokość, ale 11,4 m długości i wysokość do 2,11 m[17]. Wkrótce potem dobudowano do każdego z nich kilkumetrowy odcinek wejściowy, a w I poł. XVII w. powstały nowy obmurowany korytarz długości 20,5 m, szerokości do 1,55 m i wysokości do 1,8 m oraz nieoblicowana cegłą sala w lessie rozmiarów ok. 5 × 4 m i wysokości 1,8 m, połączona przejściem z tym nowym korytarzem[18]. W XVIII w. od w/w sali poprowadzono krótkie korytarzyki do nowo drążonych dwóch nielicowanych cegłą sal, jednak budowli tych nie ukończono[19]. Piwnice użytkowali po kasacie jezuitów Benedyktyni i zaprzestano ich użytkowania dopiero w 1864 r[20]. We współczesnym Pułtusku kompleks ten nosi nazwę „Lochy”[21]. W 2018 roku gmina Pułtusk ogłosiła konkurs na rewitalizację tych podziemi[22].
- Cenne i ciekawe zabytki znajdują się także poza granicami miasta[23].

## Gospodarka
W czasach Polski Ludowej rozwinął się drobny przemysł elektrotechniczny, spożywczy, skórzany i materiałów budowlanych, w 1964 r. uruchomiono filię warszawskich Zakładów Wytwórczych Lamp Elektrycznych im. Róży Luksemburg, po rozbudowie stały się Zakładami Podzespołów Lampowych Kombinatu Techniki Świetlnej „Polam”. Powstały również Zakłady Przemysłu Dziewiarskiego „Pełta” i filia warszawskiej fabryki platerów, zakłady przemysłu spożywczego i materiałów budowlanych.

### Zakłady produkcyjne
- Agraplast sp. z o.o., ul. Warszawska – autoryzowany producent stolarki okiennej z PCW,
- Atex, ul. Białowiejska – producent systemów ogrodzeniowych,
- ETI Polam Sp. z o.o., ul. Jana Pawła II – fabryka sprzętu elektrotechnicznego,
- Hatek, ul. Tartaczna – firma zajmująca się projektowaniem, produkcją i montażem konstrukcji drewnianych,
- Inter-Max, ul. Warszawska – firma specjalizująca się w produkcji blach profilowanych,
- Irmark Polska Sp. z o.o., ul. Wyszkowska – wykonawca instalacji grzewczych, klimatyzacyjnych i wentylacyjnych,
- Jolinex, ul. Kościuszki – producent mebli na zamówienie,
- M&T blindS – producent rolet, żaluzji, moskitier itp.
- Meblomar, al. Wojska Polskiego – producent mebli kuchennych, szaf i drzwi przesuwnych,
- Polbram[25] – systemy ogrodzeniowe
- Polmlek sp. z o.o., ul. Warszawska – producent i dystrybutor produktów nabiałowych (centrala spółki),
- UN WHA Poland Ltd., ul. Jana Pawła II – producent pasów bezpieczeństwa[26],
- ZPH Feliks, ul. Butrymowicza – producent mrożonych wyrobów kulinarnych

### Sklepy wielkopowierzchniowe
| - Biedronka (4 sklepy) - Topaz - Intermarché - Lidl - Dino - Netto - Lewiatan - PSS Społem - Delikatesy Centrum | - Dealz - Media Expert - Rossmann (2 sklepy) - Hebe - PSB-Mrówka - PHU Apis - Komfort | - CCC - Empik - Pepco - Textil Market - Outlet Manhattan - KiK - Kakadu - TEDI |

### Centra handlowe
- C.H. Manhattan
- C.H. Topaz
- C.H. Żuraw
- Vendo Park

## Transport

### Transport drogowy

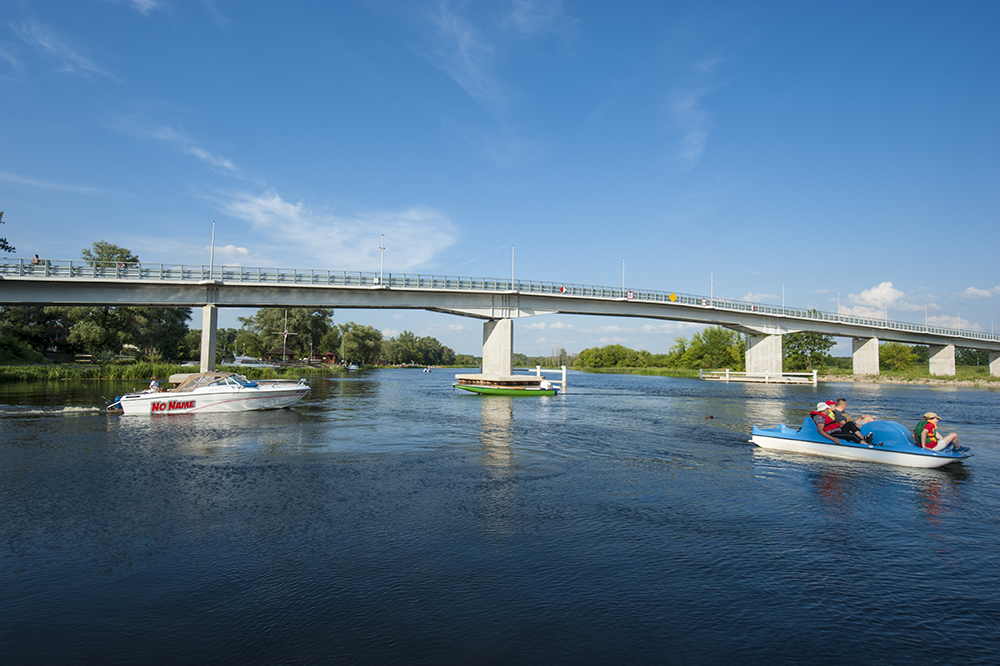
Nowa kładka nad Narwią dla pieszych, rowerzystów i lokalnego transportu oraz pogotowia i służb miejskich

Przez Pułtusk przebiega jedna z głównych dróg krajowych łącząc województwo mazowieckie z województwem podlaskim:
- 61 Warszawa – Jabłonna – Serock – Pułtusk – Ostrołęka – Łomża – Grajewo – Augustów

Przebiegają także drogi wojewódzkie:
- 618 Wyszków – Pułtusk – Gołymin-Ośrodek
- 571 Naruszewo – Nasielsk – Winnica – Pułtusk
- W ramach rządowego programu budowy 100 obwodnic, w 2022 roku rozpocznie się budowa obwodnicy Pułtuska[27].

### Transport kolejowy
Kolej łącząca Pułtusk z Nasielskiem istniała w latach 1950–2002. W 2002 roku Nasielską Kolej Dojazdową (in. Nasielska Kolejka Wąskotorowa) zamknięto z powodu niskich przychodów. Kolej służyła mieszkańcom Pułtuska do dojechania do normalnotorowej stacji kolejowej Nasielsk, skąd można było dojechać do Warszawy. Służyła także do dostarczania węgla do ciepłowni w Pułtusku.
W 2021 roku Pułtusk przystąpił do Stowarzyszenia „Kolej Północnego Mazowsza”, którego celem jest budowa linii kolejowej Zegrze – Serock – Pułtusk – Przasnysz.

### Publiczny transport zbiorowy
Za organizację transportu miejskiego w Pułtusku odpowiedzialna jest firma Eco Pułtusk Sp. z o.o. Komunikacja składa się łącznie z 6 linii: 1C, 2C, 3C, 4C oraz linii A1 i B1.

## Nauka i kultura

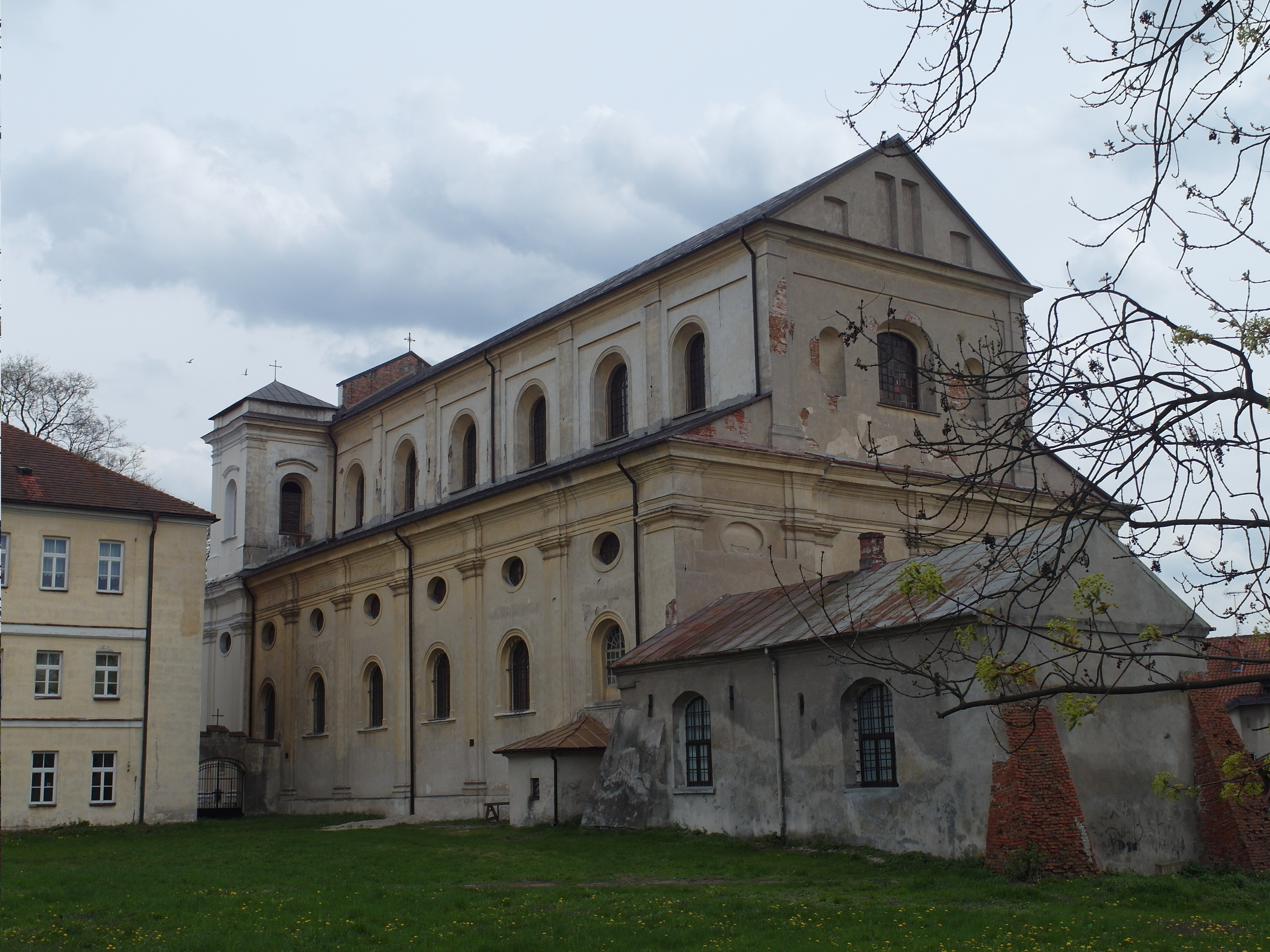
Kościół jezuitów śś. Piotra i Pawła

Już na początku XV wieku w mieście działała szkoła parafialna, która od 1449 roku funkcjonowała jako kolegiacka. Patronatem objęli ją biskupi płoccy m.in. Erazm Ciołek, Jan Dantyszek, Andrzej Krzycki oraz Piotr Myszkowski. Szkoła stała na wysokim poziomie, a jej wykładowcami byli profesorowie Akademii Krakowskiej m.in. Jan z Głogowa. Miasto w owym czasie stało się regionalnym centrum kulturalnym. Znajdowały się w nim dwie biblioteki – kolegiacka oraz szkolna, w których znajdowało się wiele unikatowych ksiąg np. Złoty kodeks pułtuski z XI wieku oraz Pontyfikał Erazma Ciołka z XVI wieku. W latach 1530–1533 w Pułtusku działała pierwsza na Mazowszu drukarnia założona przez Jana Sandeckiego.
W roku 1566 budynek szkoły kolegiackiej przekazano jezuitom, którzy powołali słynące w całej I Rzeczypospolitej kolegium. Od połowy XVI w. przy jezuickiej szkole działał jeden z pierwszych w Polsce teatrów publicznych. W sierpniu 1568 przedstawienie w Pułtusku oklaskiwał poeta Jan Kochanowski. Szkołę jezuicką kształtowali sławni nauczyciele m.in. ks. Piotr Skarga, Andrzej Bobola i Jakub Wujek, a także Wojciech Slaski, jak i uczniowie m.in. kanclerz wielki koronny Jerzy Ossoliński, biskup warmiński Andrzej Batory, poeta Maciej Kazimierz Sarbiewski.
Do 2019 roku miasto było siedzibą Akademii Humanistycznej im. Aleksandra Gieysztora, kiedy to uczelnia została przekształcona w filię warszawskiej Akademii Finansów i Biznesu Vistula utworzonej w 1994 roku.

### Przedszkola
- Przedszkole Miejskie Nr 3
- Przedszkole Miejskie Nr 4 z Oddziałami Integracyjnymi
- Przedszkole Miejskie Nr 5
- Żłobek Miejski
- Niepubliczne Przedszkole Miniland
- Niepubliczne Katolickie Przedszkole „Faustynka”
- Niepubliczne Przedszkole Urwis
- Niepubliczne Przedszkole Integracyjne Geniusz
- Malinowe Przedszkole
- Przedszkole Językowe Kids’ Academy

### Szkoły podstawowe
- Publiczna Szkoła Podstawowa nr 1 im. Klaudyny Potockiej
- Publiczna Szkoła Podstawowa im. mjr. Henryka Sucharskiego (Zespół Szkół nr 2 z oddziałami integracyjnymi)
- Publiczna Szkoła Podstawowa nr 3 z oddziałami integracyjnymi im. Tadeusza Kościuszki
- Publiczna Szkoła Podstawowa im. Ireny Szewińskiej (Zespół Szkół nr 4 z Klasami Sportowymi)

### Szkoły średnie
- Liceum Ogólnokształcące im. Piotra Skargi
- Liceum Ogólnokształcące Centrum Naukowo-Biznesowe Feniks
- Zespół Szkół Zawodowych im. Jana Ruszkowskiego:
  - Technikum Nr 1,
  - Liceum Ogólnokształcące,
  - Branżowa Szkoła I Stopnia Nr 1,
  - Liceum Ogólnokształcące dla Dorosłych,
  - Szkoła Policealna dla Dorosłych.
- Zespół Szkół im. Bolesława Prusa:
  - Technikum Nr 2,
  - Branżowa Szkoła I Stopnia Nr 2.

## Media

### Prasa
Na terenach miasta i powiatu pułtuskiego wydawane są 4 gazety lokalne oraz funkcjonują lokalne portale informacyjne:
- PułtuskNews – Portal internetowy, Telewizja Internetowa
- Pułtuska Gazeta Powiatowa[32]
- Tygodnik Pułtuski
- Tygodnik Ciechanowski
- KW – Kurier Wyszkowski
- Portal internetowy powiatu pułtuskiego WPU24.pl
- Najstarszy bezstronny serwis informacyjny Pultusk.biz[33]

### Radio
- Akademickie Radio Atena – obecnie jego działanie jest zawieszone.

## Osiedla
Osiedle Miłosza

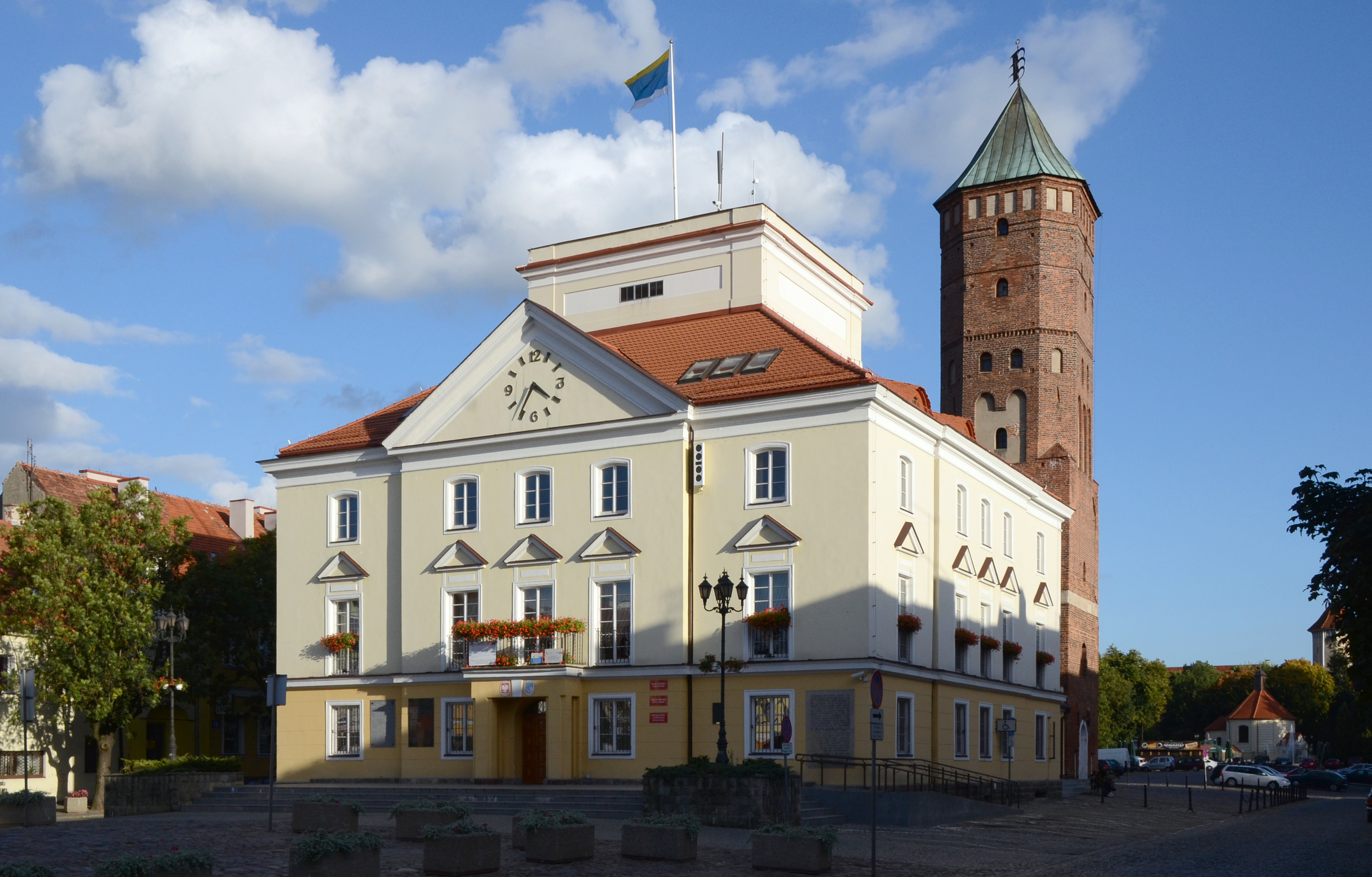
Ratusz w Pułtusku

| - Błękitne - Klimaty - Kościuszki - Nowaka - Ogrody Mickiewicza | - Pana Tadeusza - Panorama - Popławy (Popławy Północne, Popławy Zachodnie) - Skarpa Dolna - Skarpa Górna | - Słoneczne - Tysiąclecia - Widok - Wyszkowska |

## Sport
W chwili obecnej w mieście działają następujące kluby sportowe:
- lekkoatletyczny Młodzieżowy Klub Sportowy w Pułtusku,
- piłkarska Nadnarwianka Pułtusk (klub powstały w 1921),
- klub piłkarski kobiet Fuks Brix Pułtusk.
- klub sportów walki KS Semiramida Pułtusk.

W okresie 1913 do 1934 w mieście działało Pułtuskie Towarzystwo Wioślarskie – jeden z najstarszych klubów sportowych w województwie mazowieckim.

## Religia
- Kościół ewangeliczny

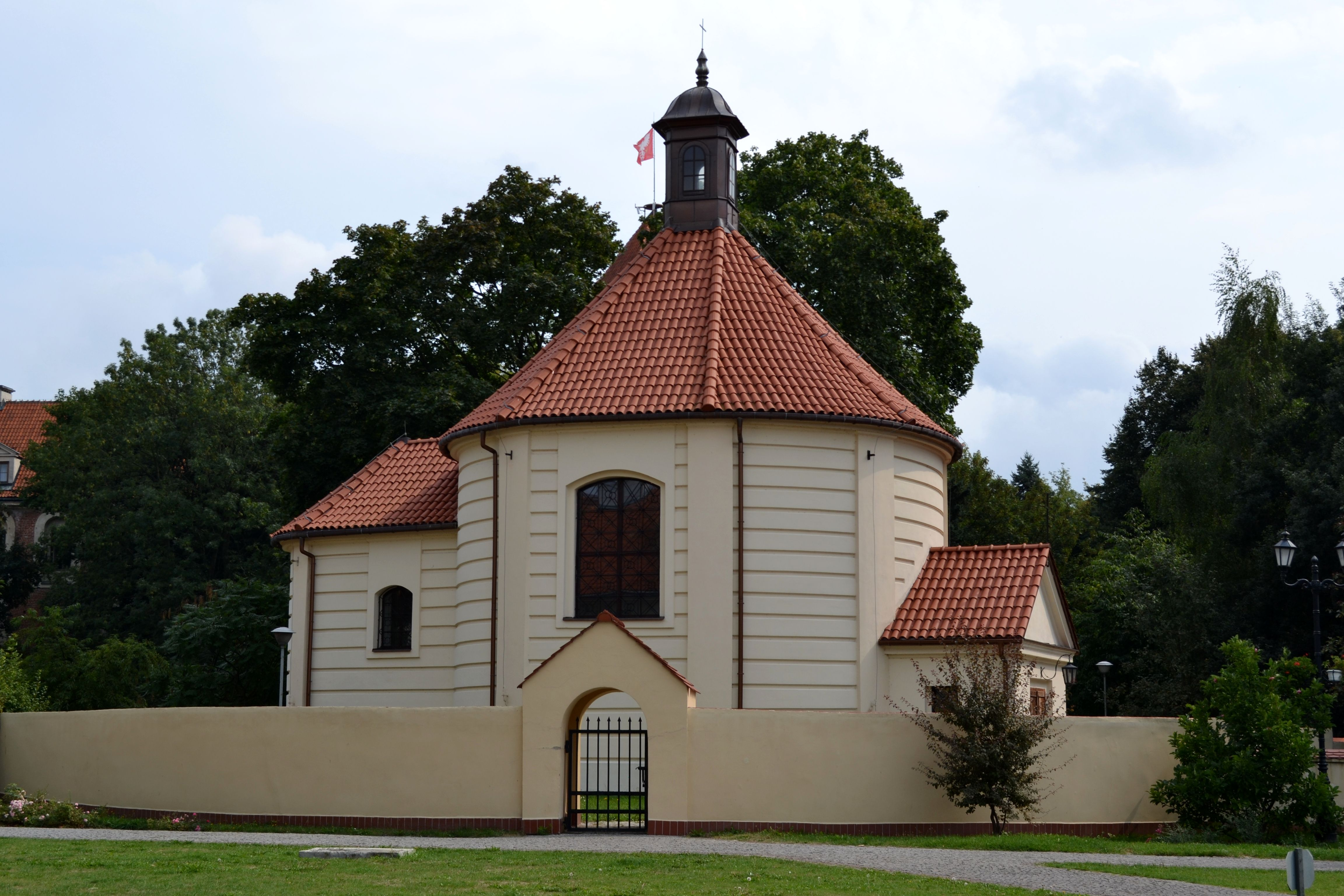
Kaplica św. Marii Magdaleny

  - zbór „Kościół dla Pułtuska” Kościoła Zielonoświątkowego w RP
- Kościół rzymskokatolicki, 5 parafii należących do dekanatu pułtuskiego diecezji płockiej
  - Parafia św. Mateusza w Pułtusku
  - Parafia Miłosierdzia Bożego w Pułtusku
  - Parafia św. Stanisława Kostki w Pułtusku
  - Parafia św. Jana Pawła II w Pułtusku
  - Parafia św. Józefa w Pułtusku
- Świadkowie Jehowy
  - Zbór (w tym grupa języka migowego)[37].

## Pułtusk w literaturze i filmie
- Potop (1886), Henryk Sienkiewicz
- Wspomnienia niebieskiego mundurka (1906), Wiktor Gomulicki
- Klub Włóczykijów (1970), Edmund Niziurski
- Kuzynki (2003), Andrzej Pilipiuk
- Trzecie pokolenie (2006), Henryk Purzycki
- Przypadki Piotra S. (1981), reż. Stanisław Jędryka
- Planeta krawiec (1984), reż. Jerzy Domaradzki
- Alternatywy 4 (1986), odc. 1, reż. Stanisław Bareja
- Dzieci i ryby (1997),  reż. Jacek Bromski
- Sztos (1997),  reż. Olaf Lubaszenko
- Dom (2000), kilka odcinków ostatniej serii – reż. Jan Łomnicki
- Ekipa (2007), odc. 3 i 4 – reż. Agnieszka Holland
- 39 i pół (2008), odc. 11 (jako Zielona Góra), reż. Mitja Okorn i Łukasz Palkowski
- Handlarz cudów (2009),  reż. Bolesław Pawica i Jarosław Szoda
- Klan (2011), Maciek daje koncert na Rynku pułtuskim
- Falklandy (2012), reż. Wawrzyniec Kostrzewski
- M jak miłość, odc. 870, reż. Roland Rowiński
- Chłopaki do wzięcia

## Miasta partnerskie
Do miast partnerskich Pułtuska należą:
| Miasto      | Państwo           | Herb miasta | Data nawiązania partnerstwa |
| ----------- | ----------------- | ----------- | --------------------------- |
| New Britain | Stany Zjednoczone |             | 05.02.1990 r.               |
| Senica      | Słowacja          |             | 21.05.2002 r.               |
| Montmorency | Francja           |             | 19.09.2009 r.               |
| Szerencs    | Węgry             |             | 14.07.2017 r.               |
| Ganderkesee | Niemcy            |             | 27.05.2018 r.               |

## Honorowi obywatele miasta[39]
- Ignacy Mościcki (1930)[40]
- Andrzej Bartnicki (1997)
- Aleksander Gieysztor (1998)
- Jan Paweł II (1999)
- Lucian Pawlak (2002)
- Adam Koseski (2004)
- Stanisław Wielgus (2005)
- Henryk Samsonowicz (2008)
- Irena Szewińska (2014)
- ks. kan. Wiesław Kosek (2017)
- Krzysztof Klenczon (2017)
- dr n. med. Robert Gajda (2017)

## Odznaczenia
- Order Odrodzenia Polski III klasy (1984)[41]